# Baoshan (Yunnan)
Baoshan is een stadsprefectuur in het westen van de zuidwestelijke provincie Yunnan, Volksrepubliek China.